# Pavel Janák
Pavel Janák (Karlín, 1882. március 12. –  Dejvice, 1956. augusztus 1.) cseh építész, ipari formatervező, egyetemi tanár. Kezdetben dekorativitás jellemezte a stílusát, később a funkcionalizmus képviselője lett.

## Életpályája
Prágában, majd Bécsben Otto Wagnernél tanult. 1909-ben Artel néven iparművészeti műhelyt  alapított. 1911-től a kubizmus úttörője volt; Josef Gočárral együtt őt tekintik a rondokubizmus megalapítójának. 1922-től a prágai iparművészeti iskola tanára volt. Számos cikket publikált a "Styl" nevű művészeti folyóiratban, továbbá a Kmen és a Volné směry című szakalapokban.

## Főbb művei
- Krematórium, Pardubice
- Adria palota (Palác Adria), Prága (1922–1925)
- Hlávka híd (Hlávkův most), Prága
- Husův sbor, Prága
- a Czernin-palota újjáépítése,  Prága (1929 – 1932)
- Hotel Juliš, Vencel tér, Prága (1927 – 1933)
- a vár átépítése, Prága

## Galéria

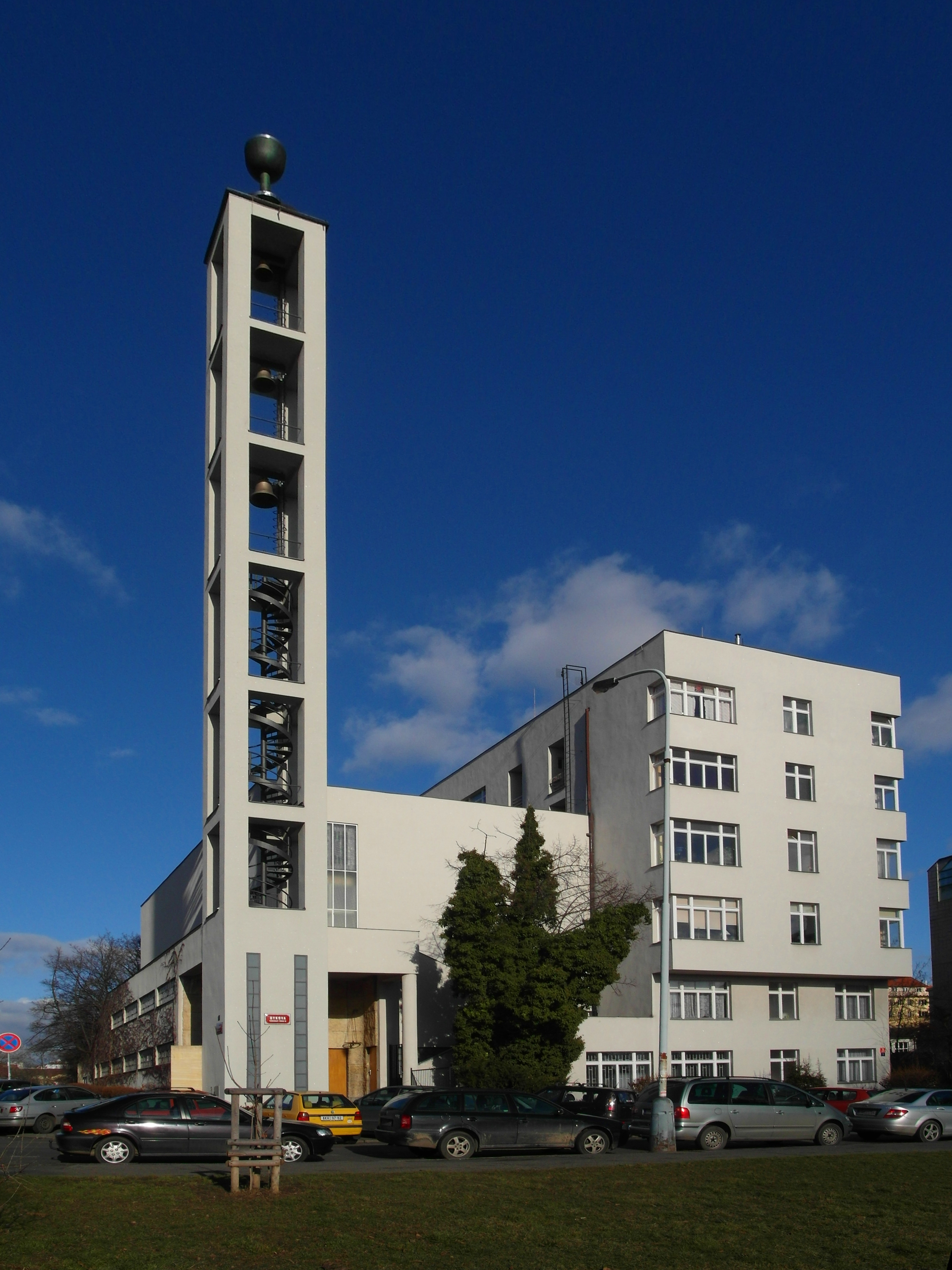
Husz-templom, Vinohrady
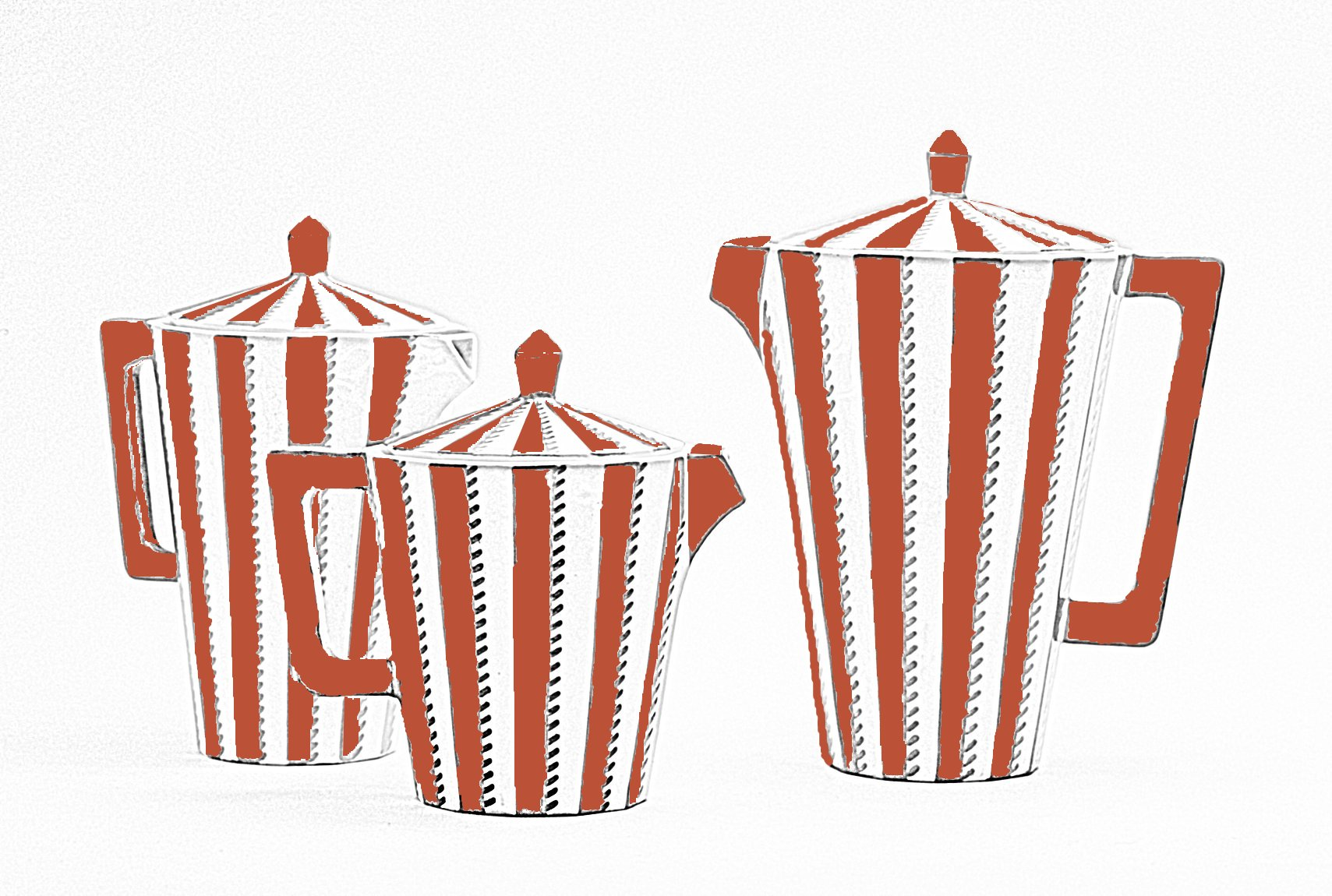
Artel kávéskészlet, 1910-es évek
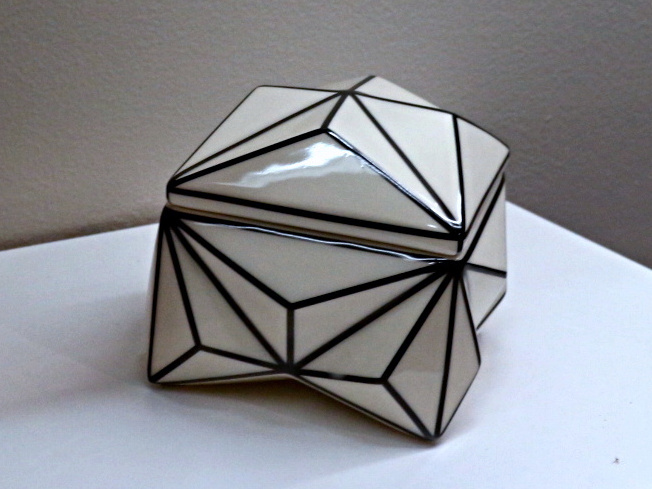
kristályt formázó kerámiadoboz, 1911
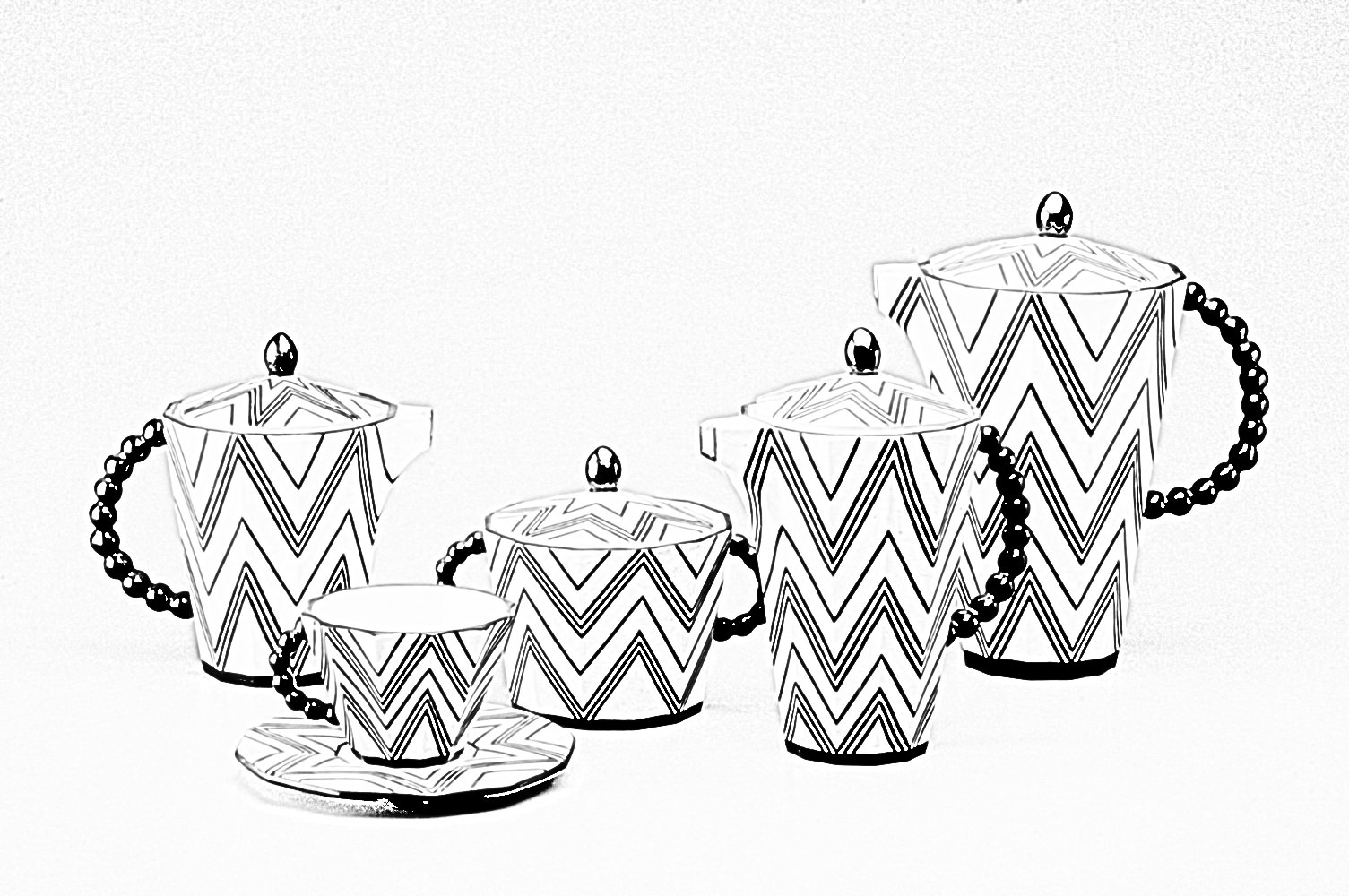
Kávéskészlet, 1911
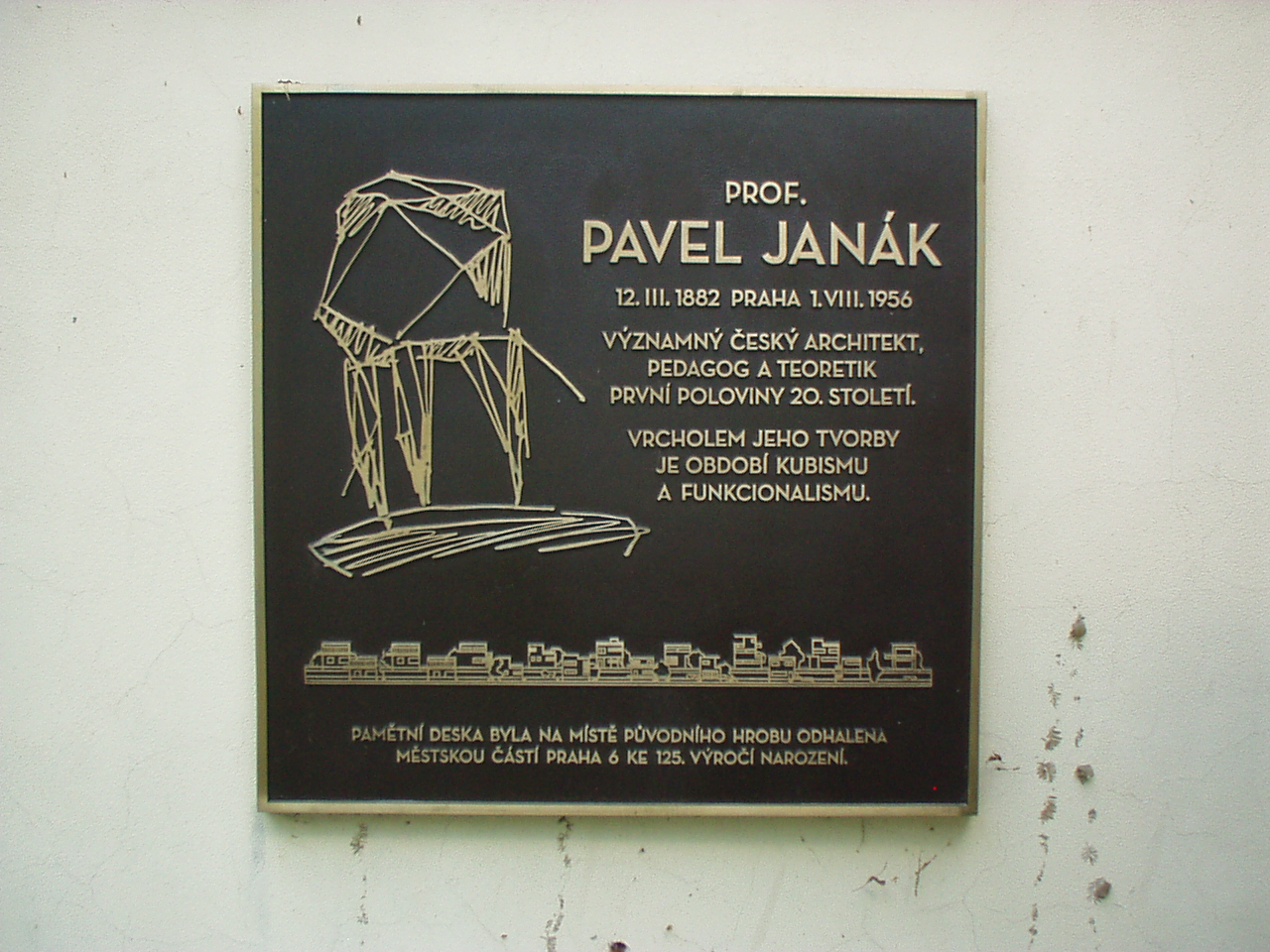
Pavel Janák emléktáblája
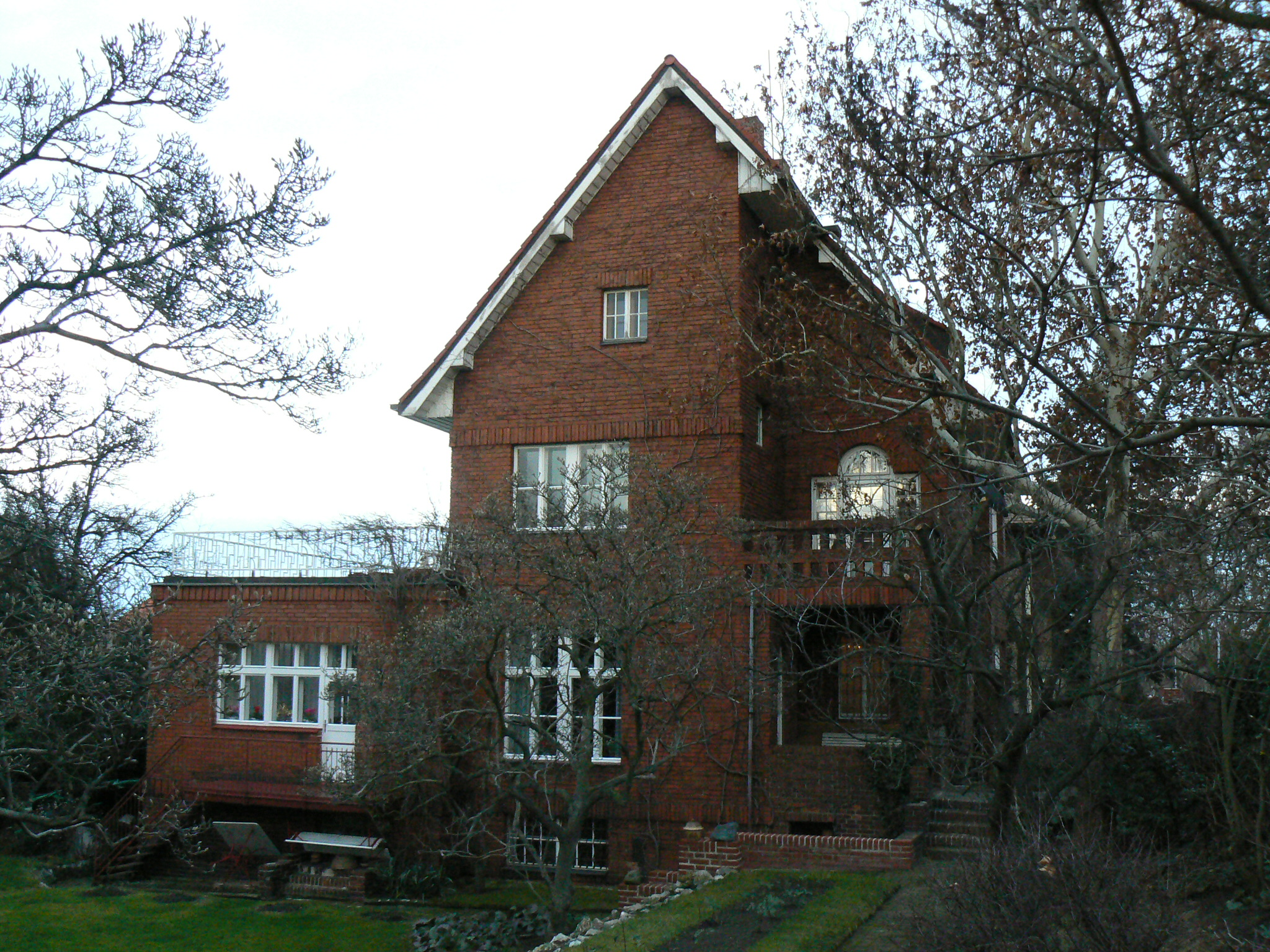
Vila Vincence Beneše, 1923
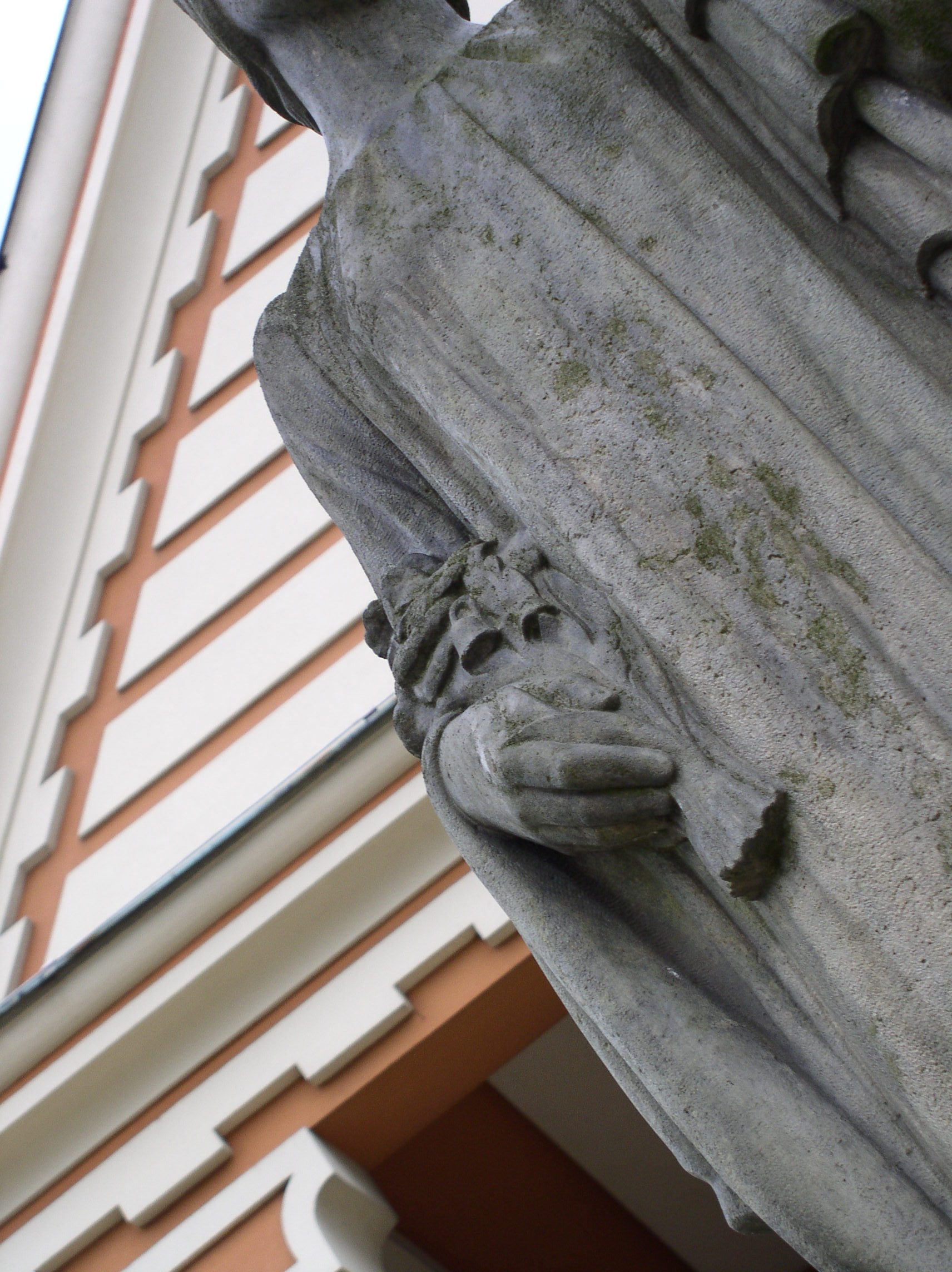
Pardubicei krematórium, Pavel Janák, 1921-1923
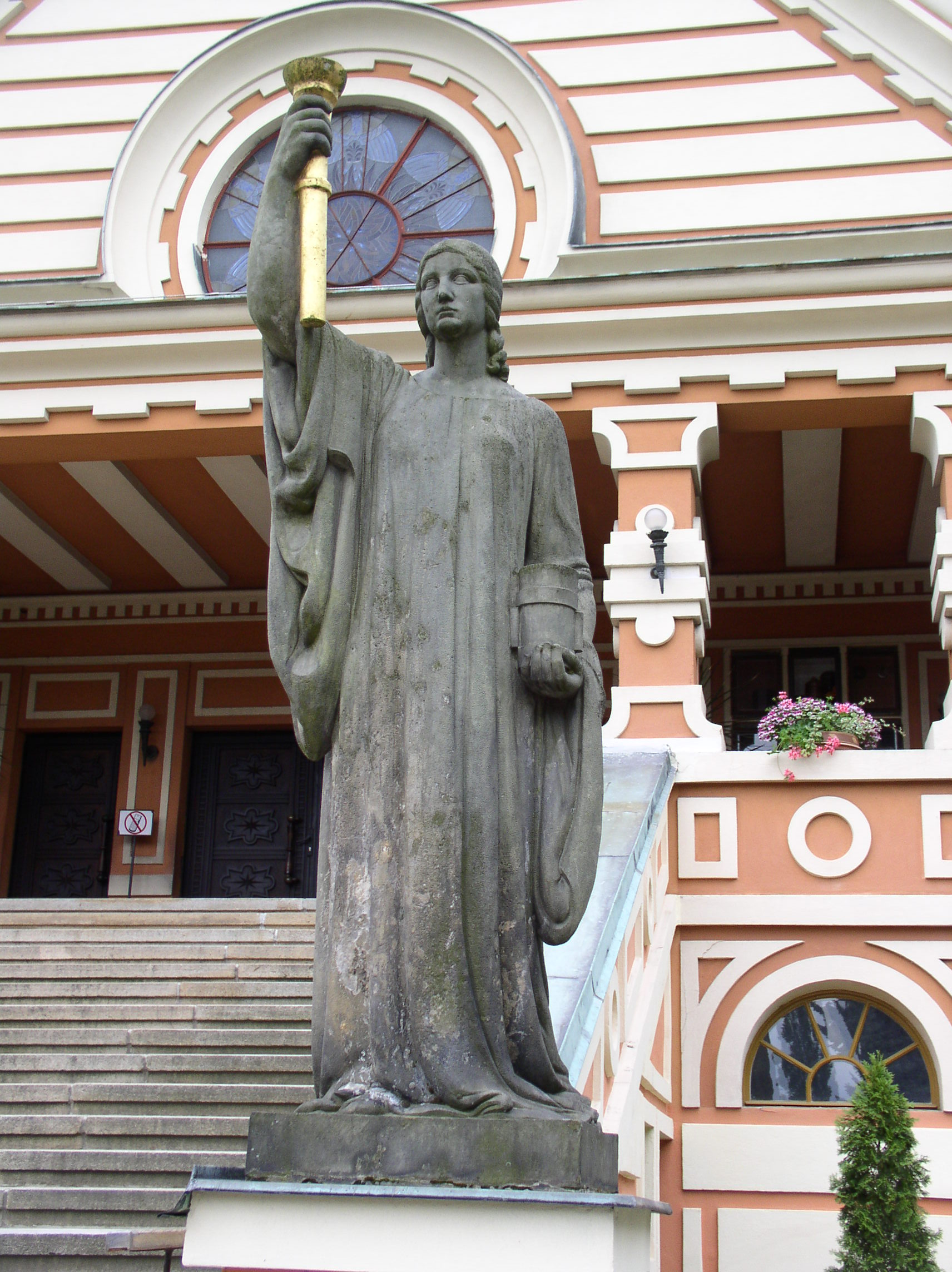
Pardubicei "B" krematórium, Pavel Janák, 1921-1923
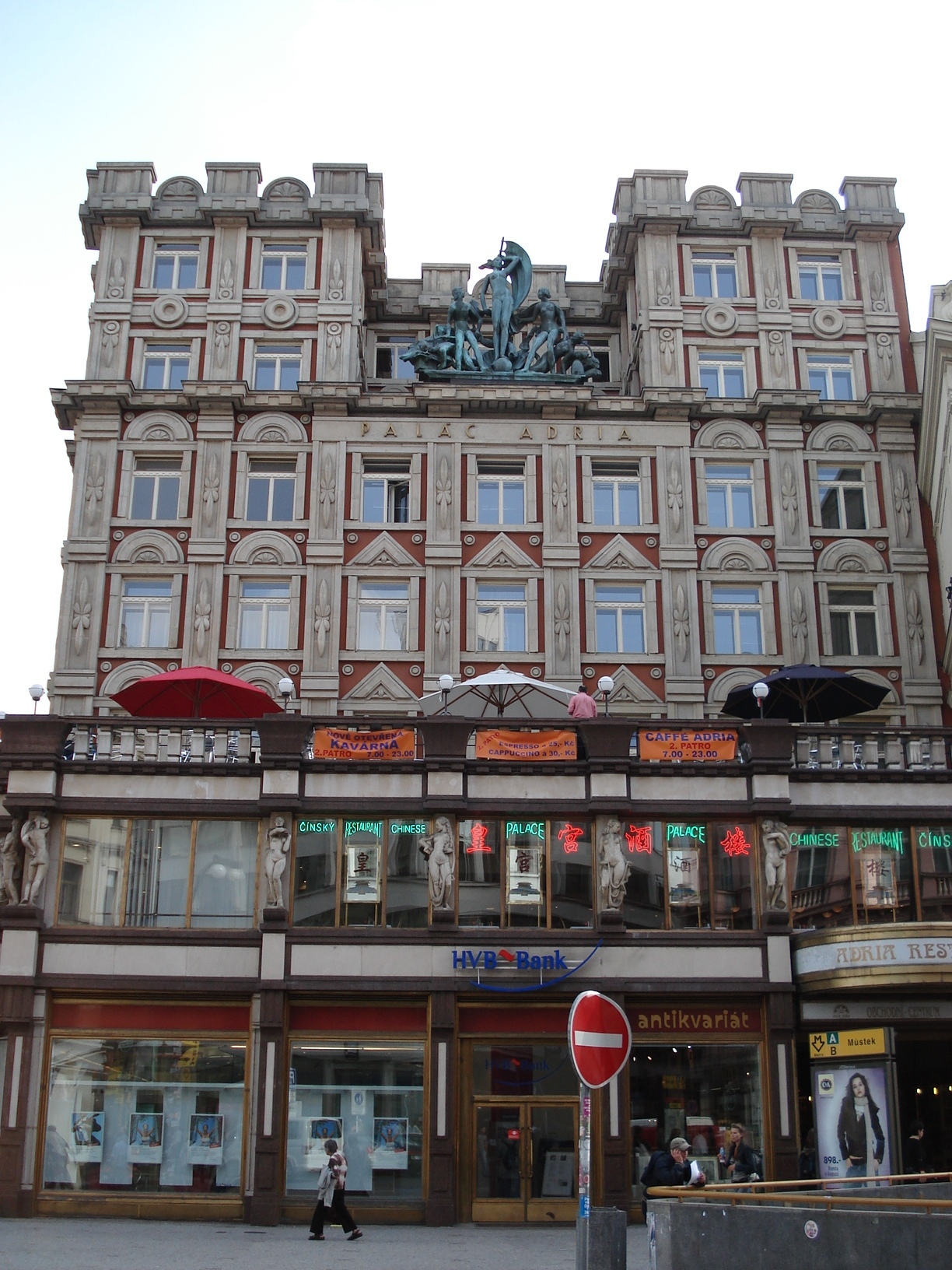
A Palác Adria homlokzata, Prága, 1922 - 1925
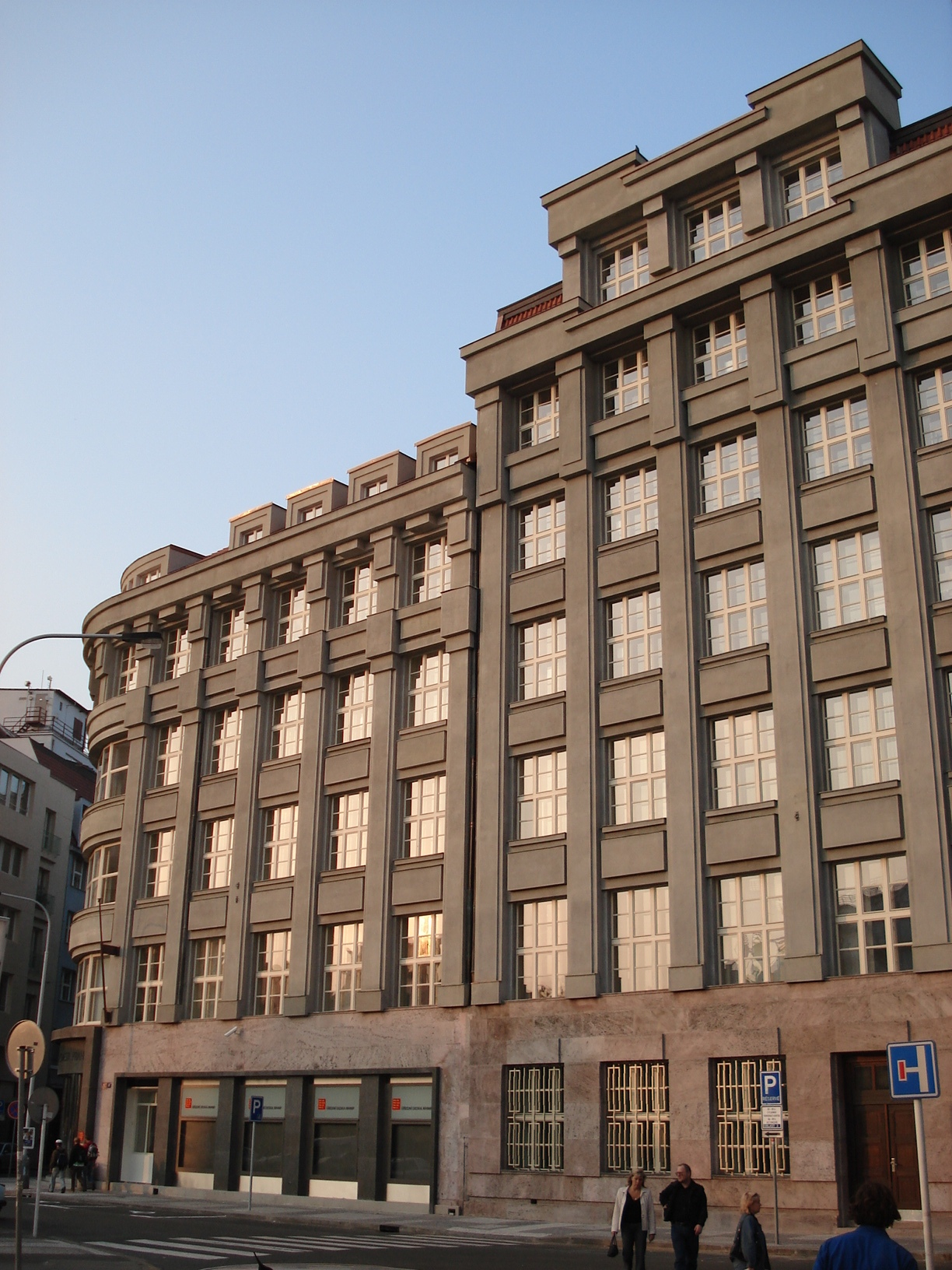
Škoda-palota, Prága